# Krujîlivka, Krasnodon
Krujîlivka (în ucraineană Кружилівка) este un sat în comuna Parhomenko din raionul Krasnodon, regiunea Luhansk, Ucraina.

## Demografie
Componența lingvistică a localității Krujîlivka
     Ucraineană (51,26%)
     Rusă (47,74%)
     Alte limbi (0,5%)
Conform recensământului din 2001, majoritatea populației localității Krujîlivka era vorbitoare de ucraineană (51,26%), existând în minoritate și vorbitori de rusă (47,74%).